# Plancher Valcour
Philippe-Aristide-Louis-Pierre Plancher, dit Plancher-Valcour, né le 23 février 1751 à Saint-Pierre-sur-Dives (Calvados) et mort le 28 février 1815 à Belleville, est un comédien, dramaturge et directeur de théâtre français.

## Biographie
Fils du bailli et procureur du Roi en la vicomté de Saint-Pierre-sur-Dives, Pierre Plancher abandonne ses études de droit à l'Université de Caen pour rejoindre une compagnie théâtrale itinérante avec laquelle il donnera des représentations dans toute la France pendant une dizaine d'années. Puis il décide de s'installer à Paris et fonde en 1785 le Théâtre des Délassements-Comiques, puis devient l'éphémère directeur du Théâtre Molière en 1792[réf. nécessaire]. Du 22 septembre 1797 au 21 octobre 1798, il est rédacteur en chef du journal L'Indépendant.
Plancher-Valcour est l'auteur d'une centaine d'ouvrages dramatiques dont dix-sept seulement furent imprimés.

## Œuvres
Théâtre
- 1780 : Les Petites Affiches, comédie en 1 acte, au théâtre des Variétés (15 janvier)
- 1780 : Pourquoi pas ? ou le Roturier parvenu, comédie en 1 acte et en prose
- 1781 : A bon vin, point d'enseigne, comédie-proverbe en 1 acte, au théâtre des Variétés (2 avril)
- 1784 : Jeanne d'Arc, ou la Pucelle d'Orléans, pièce à grand spectacle, au théâtre d'Orléans (24 juin)
- 1785 : Le Siège de Poitiers, drame lyrique en 3 actes, en vers, à grand spectacle, au théâtre de Poitiers (14 janvier)
- 1788 : le Siège d'Angers sous Charles le Chauve, au théâtre d'Angers (2 février)
- 1788 : Le Verre d'eau, comédie en 1 acte et en prose
- 1792 : Le Gâteau des rois, opéra allégorique en 1 acte, avec Destival de Braban, au théâtre des Associés (5 janvier)
- 1793 : Charles et Victoire, ou les Amants de Plailly, anecdote historique, comédie en 3 actes et en prose, au théâtre de la Cité (20 novembre)
- 1794 : Les Petits Montagnards, opéra-bouffon, en 3 actes, en prose, mêlé d'ariettes, musique de Charles-Gabriel Foignet, au théâtre de la Cité (17 janvier)
- 1794 : La Discipline républicaine, fait historique, en 1 acte, mêlé d'ariettes, musique de Charles-Gabriel Foignet, à l'Opéra-Comique (20 avril)
- 1794 : Le Vous et le Toi, opéra-vaudeville en 1 acte, au théâtre de la Cité (frimaire an 2)
- 1794 : Le Tombeau des imposteurs et l'Inauguration du temple de Vérité, sans-culottide en 3 actes, mêlée de musique, avec Léonard Bourdon et Pierre-Louis Moline (imprimé et non représenté)
- 1794 : Le Campagnard révolutionnaire, comédie en 2 actes, au théâtre de la Montagne
- 1802 : Les Deux Croisées, comédie-vaudeville en 1 acte, au théâtre de la Gaîté (15 février)
- 1802 : Esther, mélodrame en 3 actes, à grand spectacle, mêlé de chants et de danses, avec Alexandre de Ferrière, au théâtre de l'Ambigu-Comique (18 novembre)
- 1802 : Kokoly, ou le Chien et le Chat, extravagance en 2 actes, au théâtre de la Cité (4 décembre)
- 1803 : Bianco, ou l'Homme invisible, mélodrame en 3 actes, au théâtre de la Cité (9 janvier)
- 1805 : La folie chinoise ou Kokoli à Capra, mélodrame en trois actes (en prose), au théâtre de la Gaieté (22 janvier ≈ 2 pluviôse). → [//books.google.com/books?id=3L5oAAAAcAAJ  Lire sur Google Livres]
- 1807 : Eginard et Imma, anecdote du VIIIe siècle, mélodrame en 3 actes, musique de M. Taix, au théâtre de la Gaîté (8 août)

Varia
- 1781 : Le Petit-neveu de Boccace, ou Nouveaux Contes en vers, Amsterdam, Artskee et Merkus, 1781, 3 volumes in-8
- 1799 : Le Consistoire, ou l'Esprit de l'Eglise, poème héroï-comique, en six chants, chez Lemaire et chez Rouxel, imprimeurs à Paris, 1 volume in-8
- 1813 : Annales du crime et de l'innocence, ou Choix de causes célèbres anciennes et modernes, avec Pierre Joseph Alexis Roussel, Paris, chez Lerouge libraire, 20 tomes en 10 volumes in-12
- 1815 : Marguerite de Rodolphe, ou l'Orpheline du prieuré, chez Pigoreau, libraire à Paris, 5 volumes in-12
- 1816 : Colin-Maillard, ou Mes caravanes, mémoires historiques de la fin du XVIIIe siècle, Paris, imprimerie de Gillé, 4 volumes in-12
- 1816 : Edouard et Elfride, ou la Comtesse de Salisbury, roman historique du XIVe siècle, 3 volumes in-12
- 1816 : Odette de Champdivers la Petite Reine, ou les Apparitions de la Dame blanche, roman historique du règne de Charles VI, Paris, chez Lerouge libraire, 4 volumes in-12.